# 山梨県道703号下吉田停車場線
山梨県道703号下吉田停車場線（やまなしけんどう703ごう しもよしだていしゃじょうせん）は、山梨県富士吉田市を起点・終点とする一般県道である。

## 概要

### 路線データ
- 起点：山梨県富士吉田市新倉（富士急行線大月線下吉田駅前）
- 終点：山梨県富士吉田市下吉田宮下町（宮川橋北詰交差点＝国道139号交点）

## 通過する自治体
- 山梨県富士吉田市

## 交差・接続する道路

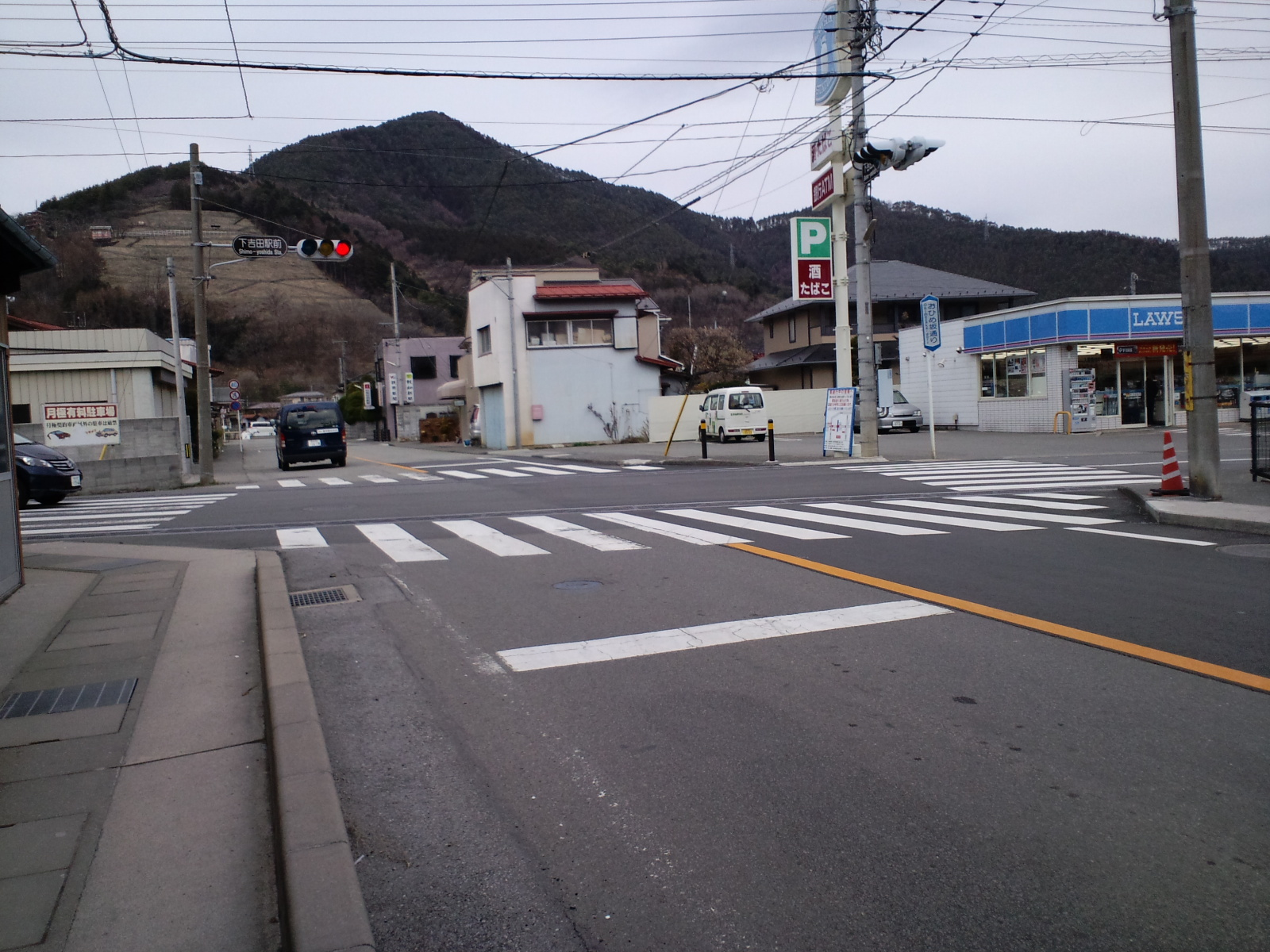
下吉田駅前交差点（2010年3月31日）。画像奥が下吉田駅方向。

- おひめ坂通り（下吉田駅前交差点）
- 国道139号（宮川橋北詰交差点）

## 周辺
- 下吉田駅
- 富士吉田市立下吉田第一小学校